# Maure
Maure är en kommun i departementet Pyrénées-Atlantiques i regionen Nouvelle-Aquitaine i sydvästra Frankrike. Kommunen ligger i kantonen Montaner som tillhör arrondissementet Pau. År 2022 hade Maure 88 invånare.

## Befolkningsutveckling
Antalet invånare i kommunen Maure
| Referens: INSEE |